# Phyllachora nitidula
Phyllachora nitidula är en svampart som beskrevs av Pat. & Gaillard 1888. Phyllachora nitidula ingår i släktet Phyllachora och familjen Phyllachoraceae.   Inga underarter finns listade i Catalogue of Life.